# Yves Larock
Yves Larock, pseudonimo di Yves Cheminade (Neuchâtel, 20 aprile 1977), è un disc jockey e produttore discografico svizzero, membro del progetto musicale francese Africanism.
Attivo dal 2004, nel 2007 ha raggiunto la popolarità internazionale grazie al brano Rise Up, che ha raggiunto ottimi risultati di vendita in tutta Europa.

## Discografia

### Album
- 2008 - Rise Up
- 2009 - Manego
- 2011 - Milky Way

### Singoli
- 2005 - Zookey (Lift Your Leg Up)
- 2007 - Rise Up (feat. Jaba)
- 2008 - By Your Side (feat. Jaba)
- 2008 - Say Yeah (feat. Jaba)
- 2009 - Listen to the Voice Inside (feat. Steve Edwards)
- 2010 - Don't Turn Back
- 2010 - Girl (feat. Tara McDonald & Tony Sylla)
- 2011 - Pan! Pan! (feat. Tony Sylla)
- 2011 - Milky Way (feat. Trisha)
- 2011 - The Zoo
- 2011 - Running Man (feat. Jesus Luz & Liliana Almeida)
- 2011 - If You're Lonely (feat. Cruzaders)
- 2011 - Viva Las Vegas (feat. Tony Sylla)
- 2012 - Surrounded (feat. Tony T)
- 2012 - Friday Is Dark/Tape

### Remix
- 2002 - Dirty Rockerz - Let's Get Mad
- 2005 - Dub Deluxe - Sex on Sax
- 2005 - Yves Cheminade (alias Yves Larock) - Vibenight
- 2006 - Major Boys vs. Kim Wilde - Friday Night Kids
- 2006 - Tune Brothers  - Serenata
- 2008 - Sunchasers - The Real Thing
- 2008 - JD Davis - Thrill Factor (World Cup 2008)
- 2009 - Cruzaders feat. Terri B - One Nation
- 2009 - Rico Bernasconi - Hit the Dust
- 2009 - Subdelux - Paparazzi
- 2010 - Akcent - That's My Name
- 2010 - Guru Josh & Igor Blaska - Eternity
- 2012 - House Republic - Nuggetz
- 2013 - Nervo & Ivan Gough feat. Beverley Knight - Not Taking This No More